# Hovedserien 1936/37
Die Saison 1936/37 war die dritte Spielzeit der Hovedserien, der höchsten norwegischen Eishockeyspielklasse. Meister wurde zum insgesamt zweiten Mal in der Vereinsgeschichte der Grane SK. Gjøa Ishockey stieg in die zweite Liga ab.

## Modus
In der Hauptrunde wurde die Liga in zwei Gruppen mit jeweils vier Mannschaften aufgeteilt. In der Hauptrunde absolvierte jede der Mannschaften insgesamt sechs Spiele. Die beiden Gruppensieger qualifizierten sich für das Meisterschaftsfinale. Die beiden Letztplatzierten mussten in der ersten Runde der Relegation gegeneinander antreten. Deren Verlierer musste gegen den Zweitligameister um den Klassenerhalt spielen. Für einen Sieg erhielt jede Mannschaft zwei Punkte, bei einem Unentschieden gab es einen Punkt und bei einer Niederlage null Punkte.

## Hauptrunde

### Gruppe A
|    | Klub          | Sp | S | U | N | Tore  | Punkte |
| -- | ------------- | -- | - | - | - | ----- | ------ |
| 1. | Grane SK      | 6  | 6 | 0 | 0 | 25:5  | 12     |
| 2. | SK Forward    | 6  | 3 | 1 | 2 | 16:18 | 7      |
| 3. | Holmen Hockey | 6  | 1 | 1 | 4 | 14:17 | 3      |
| 4. | Gjøa Ishockey | 6  | 1 | 0 | 5 | 6:21  | 2      |

Sp = Spiele, S = Siege, U = unentschieden, N = Niederlagen, OTS = Overtime-Siege, OTN = Overtime-Niederlage, SOS = Penalty-Siege, SON = Penalty-Niederlage

### Gruppe B
|    | Klub                         | Sp | S | U | N | Tore  | Punkte |
| -- | ---------------------------- | -- | - | - | - | ----- | ------ |
| 1. | Ski- og Fotballklubben Trygg | 6  | 3 | 2 | 1 | 4:2   | 8      |
| 2. | Hasle-Løren IL               | 6  | 2 | 2 | 2 | 8:9   | 6      |
| 3. | SK Strong                    | 6  | 2 | 1 | 3 | 10:10 | 5      |
| 4. | Furuset Ishockey             | 6  | 1 | 3 | 2 | 6:7   | 5      |

Sp = Spiele, S = Siege, U = unentschieden, N = Niederlagen, OTS = Overtime-Siege, OTN = Overtime-Niederlage, SOS = Penalty-Siege, SON = Penalty-Niederlage

## Finale
- Grane SK – Ski- og Fotballklubben Trygg 1:1/2:1

## Relegation

### Erste Runde
- Furuset Ishockey – Gjøa Ishockey 1:0

### Zweite Runde
- Stabæk IF – Gjøa Ishockey 2:0